# Village-Blanchard
Pour les articles homonymes, voir Blanchard.
Village-Blanchard,,, encore parfois appelé Blanchard Settlement,, est un DSL (sous le nom légal de Blanchard Settlement) du Nouveau-Brunswick, dans le comté de Gloucester. C'est un village agricole situé le long de la route 11, directement au sud de Caraquet. La localité compte également l'aéroport de Pokemouche. Dans le cadre de la réforme de la gouvernance locale du 1er janvier 2023, le DSL a été annexé à la ville de Caraquet.

## Toponyme

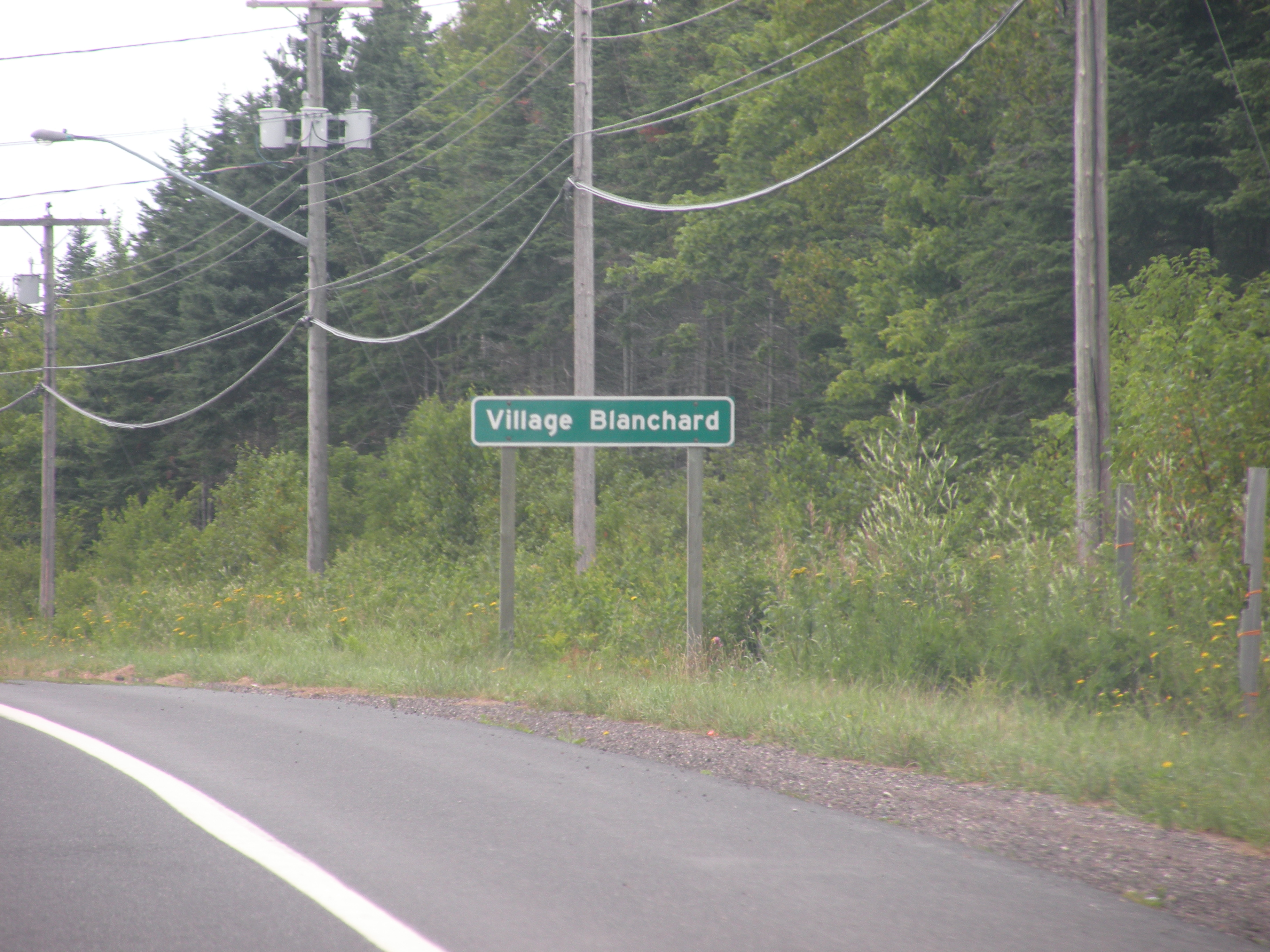
Panneau routier francisé du village, en 2012 (sans trait d'union).

Le village est nommé ainsi d'après Hubert, Joseph, Luc et Daniel Blanchard, qui possédaient tous une terre au village. Luc est le premier maître des postes en 1889.
Durant les années 1990, il y a une certaine protestation lorsque le gouvernement décide d'appeler le DSL Blanchard Settlement, malgré une population majoritairement francophone. Des citoyens vont même jusqu'à installer leur propre pancarte portant le nom Village-Blanchard. Le nom est officiellement francisé par le Comité directeur de toponymie du Nouveau-Brunswick en 2010.

## Géographie
Village-Blanchard est généralement considéré comme faisant partie de l'Acadie.

## Histoire

### Préhistoire
Village-Blanchard est situé dans le territoire historique des Micmacs, plus précisément dans le district de Sigenigteoag, qui comprend l'actuel côte Est du Nouveau-Brunswick, jusqu'à la baie de Fundy.

### Régime français
Le 17 août 1693, le Conseil souverain donne la concession de Pokemouche à Philippe Hesnault, de Nipisiguit, lui ajoutant trois lieues de largeur de chaque côté de la vallée, pour un total de huit lieues par quatre, un territoire qui inclut le site de Village-Blanchard. Michel Degrez, qui possédait auparavant la seigneurie, devait 200 livres à Hesnault, ce qui explique probablement cette décision. Hesnault ne s'établit pas sur les lieux et d'autres marchands en profitent pour chasser sur ses terres. Il porte plainte au Conseil et obtient gain de cause le 30 août 1705 contre le directeur général de la Compagnie de Mont-Louis, Jean de Clarmont. On ne sait pas avec précision ce qui est arrivé au fief de Pokemouche après la mort d'Hesnault.

### Du régime anglais à nos jours
Le bureau de poste ouvre ses portes en 1889 et reste en service jusqu'en 1970.
L'aéroport de Pokemouche est construit en 1978. La ferme Nord-Est, une méga-porcherie, est ouverte au cours de la même décennie.
Une usine d'embouteillage d'eau de source est ouverte en 1998. Village-Blanchard est l'une des localités organisatrices du IVe Congrès mondial acadien, en 2009. Une nouvelle salle du Royaume des Témoins de Jéhovah est construite en 2010. Un incendie ravage la ferme Nord-Est le 12 septembre 2013, tuant 900 porcs.

## Chronologie municipale

Évolution territoriale de la paroisse de Caraquet après 1966.

1831 : Érection de la paroisse de Caraquet dans la paroisse de Saumarez.
1851 : La paroisse de Shippagan se détache de la paroisse de Caraquet.
1897 : Érection de la paroisse de Paquetville à partir de portions des paroisses de Caraquet et d'Inkerman.
1961 : Constitution de la ville de Caraquet dans la paroisse de Caraquet.
1966 : La municipalité du comté de Gloucester est dissoute et le DSL de la paroisse de Caraquet est créé. Les villages de Bas-Caraquet et Bertrand et les DSL de Pokesudie, Saint-Simon et Village-Blanchard sont constitués dans la paroisse de Caraquet,.

## Démographie
| 2001 | 2006 | 2011 |
| ---- | ---- | ---- |
| 435  | 437  | 398  |

## Économie
Entreprise Péninsule, un organisme basé à Tracadie-Sheila faisant partie du réseau Entreprise, a la responsabilité du développement économique de la région.
La plupart des gens travaillent au village ou à proximité. L'industrie touristique crée quelques emplois sur place et il y a aussi de nombreux emplois disponibles dans le commerce, l'industrie de la pêche, la fabrication et la fonction publique à Caraquet. Une épicerie locale emploie 25 personnes en 2011.
L'entreprise Eau de source naturelle 83 ppm employait 25 personnes en 2016. Cette année-là, elle a été élue troisième meilleure eau de source au monde. Il y a une meunerie employant environ sept personnes. Les fraises sont récoltées à Village-Blanchard depuis au moins les années 1970.

## Administration

### Comité consultatif
En tant que district de services locaux, Village-Blanchard est administré directement par le Ministère des Gouvernements locaux du Nouveau-Brunswick, secondé par un comité consultatif élu composé de cinq membres dont un président.

### Commission de services régionaux
Village-Blanchard fait partie de la Région 4, une commission de services régionaux (CSR) devant commencer officiellement ses activités le 1er janvier 2013. Contrairement aux municipalités, les DSL sont représentés au conseil par un nombre de représentants proportionnel à leur population et leur assiette fiscale. Ces représentants sont élus par les présidents des DSL mais sont nommés par le gouvernement s'il n'y a pas assez de présidents en fonction. Les services obligatoirement offerts par les CSR sont l'aménagement régional, l'aménagement local dans le cas des DSL, la gestion des déchets solides, la planification des mesures d'urgence ainsi que la collaboration en matière de services de police, la planification et le partage des coûts des infrastructures régionales de sport, de loisirs et de culture; d'autres services pourraient s'ajouter à cette liste.

### Fusion à venir
Le DSL doit être fusionnée à Caraquet avec plusieurs autres localités (Bas-Caraquet, Évangéline, Landry, Pokemouche, Pokesudie et Saint-Simon) d'ici janvier 2023, à la suite de la présentation du Livre blanc de la réforme municipale, en novembre 2021. Cette nouvelle entité comprendra une population estimée à 7893 habitants, et une assiette fiscale de 592 732 262$.

### Représentation
Nouveau-Brunswick: Village-Blanchard fait partie de la circonscription de Caraquet, qui est représentée à l'Assemblée législative du Nouveau-Brunswick par Hédard Albert, du Parti libéral. Il fut élu en 2003 puis réélu en 2008 et en 2010.
 Canada: Val-Blanchard fait partie de la circonscription fédérale d'Acadie-Bathurst. Cette circonscription est représentée à la Chambre des communes du Canada par Yvon Godin, du NPD. Il fut élu lors de l'élection de 1997 contre le député sortant Doug Young, en raison du mécontentement provoqué par une réforme du régime d’assurance-emploi.

## Vivre à Village-Blanchard
La population est dépendante des localités voisines, notamment Caraquet, pour la majeure partie des services. Le bureau de poste et le détachement de la Gendarmerie royale du Canada les plus proches sont d'ailleurs situés à Caraquet. Cette ville dispose également d'un poste d'Ambulance Nouveau-Brunswick et de l'hôpital de l'Enfant-Jésus.
Il y a un aérodrome et la route provinciale 11 traverse le village.
Existant depuis le 20 juillet 1995, la Commission de gestion des déchets solides de la Péninsule acadienne (COGEDES) a son siège-social à Caraquet. Les déchets sont transférés au centre de transbordement de Tracadie-Sheila et les matières non-recyclables sont ensuite enfouies à Allardville.
Le village compte une dizaine de commerces.
Le village dispose de l'église Evangélique de La Pentecôte. Des églises catholiques se trouvent à Caraquet ou Pokemouche.
Le village compte aussi une écurie, L'Écurie La Vieille Maison, où l'on peut voir plusieurs chevaux et où il est possible de prendre des cours d'équitation.
Les francophones bénéficient du quotidien L'Acadie nouvelle, publié à Caraquet, ainsi que de l'hebdomadaire L'Étoile, de Dieppe. Les anglophones bénéficient quant à eux du quotidien Telegraph-Journal, publié à Saint-Jean.

## Culture

### Personnalités
Nicolas Landry (1956-), historien, né à Village-Blanchard.